# Healin' Good Pretty Cure
Healin' Good ♥ Pretty Cure (ヒーリングっど♥プリキュア?, Hīringuddo ♥ Purikyua, Healin' Good ♥ Precure) è la diciassettesima serie anime del franchise di Pretty Cure, creata da Izumi Tōdō e prodotta dalla Toei Animation. Trasmessa in Giappone su TV Asahi dal 2 febbraio 2020 al 21 febbraio 2021, in Italia è inedita.
La serie ha vinto il premio come miglior serie TV anime alla quarantatreesima edizione dell'Anime Grand Prix.
Healin' Good ♥ Pretty Cure è preceduta da Star☆Twinkle Pretty Cure e seguita da Tropical-Rouge! Pretty Cure.

## Trama
L'Healing Garden, un posto segreto al centro della Terra che aiuta a mantenerla in salute, affronta una crisi a causa dei Byogenz, che sono intenzionati a far ammalare tutti per permettere la rinascita del loro capo. Per rimediare all'emergenza in cui si trova la Terra, tre Healing Animal ("medici tirocinanti"), in compagnia di Rate, principessa dell'Healing Garden che perde energia ogni volta che rileva un attacco nemico, vengono mandati dalla regina Teatinu alla ricerca di potenziali partner. Incontrandoli, tre ragazze ordinarie si trasformano in Pretty Cure per affrontare i Byogenz. Nodoka Hanadera (Cure Grace), Chiyu Sawaizumi (Cure Fontaine) e Hinata Hiramitsu (Cure Sparkle) lavorano ora insieme al fianco dei loro partner per guarire la Terra, con la volontà di proteggere tutti quelli che ci vivono; a metà serie, a loro si unisce Asumi Fuurin (Cure Earth).

## Personaggi

### Pretty Cure
Nodoka Hanadera (花寺 のどか?, Hanadera Nodoka) / Cure Grace (キュアグレース?, Kyua Gurēsu)
Doppiata da: Aoi Yūki (ed. giapponese)
Nata il 9 marzo, frequenta la seconda media a Sukoyaka. Sensibile e dal carattere accomodante, le piace fare tante cose differenti, ma non se la cava molto bene con l'esercizio fisico che la affatica subito. Si è trasferita da poco con la sua famiglia, lontano dallo smog delle grandi città. Sebbene appaia spensierata, in passato ha avuto diversi problemi fisici, ma non ha mai perso la sua tenacia. Possiede un cuore estremamente gentile e un forte desiderio di fare esperienze nuove, per lei niente affatto banali, che le permettano di recuperare il tempo perduto a seguito di una lunga malattia che la limitava; per questo, non si tira mai indietro a prestare aiuto, spinta dal fatto che anche lei da piccola ne ha avuto bisogno. Durante una ricaduta, si viene a sapere che la malattia sconosciuta persino ai medici era causata da Daruizen, che le provocava disagio evolvendo all'interno del suo corpo allo stato attuale dal Megabyogen quale era. Una volta capita la ragione del suo malessere, diventa ancora più determinata a proteggere l'ambiente. Usa spesso le espressioni "Woah~" (「ふわあ～」?, "Fuwaa~") e "Mi sento così viva~" (「生きてるって感じ～」?, "Ikiteru tte kanji~") quando si emoziona ed è contenta. Insieme a Rabirin, si trasforma in Cure Grace, la Pretty Cure dei Fiori, di colore rosa.
Chiyu Sawaizumi (沢泉 ちゆ?, Sawaizumi Chiyu) / Cure Fontaine (キュアフォンテーヌ?, Kyua Fontēnu)
Doppiata da: Natsu Yorita (ed. giapponese)
Nata il 21 agosto, frequenta la seconda media a Sukoyaka. Decisa, arguta e franca, non sopporta di distaccarsi da ciò a cui tiene e si comporta in modo maturo, sostenendo e aiutando tutti. È molto seria, attitudine che a volte spaventa quelli attorno a lei, e responsabile al punto di farsi carico delle cose per conto proprio. D'altra parte, anche se all'apparenza non si direbbe, adora le freddure e non riesce a smettere di ridere quando le sente. Molto intelligente, sebbene vanti voti alti nello studio, è però lo sport il suo punto forte: eccellendo nel salto in alto che pratica sin da bambina, è l'asso del club di atletica. I suoi genitori e i suoi nonni gestiscono un ryokan (locanda termale), in cui nel tempo libero danno una mano lei stessa e il fratellino Touji. Sogna di diventare un'atleta professionista nel salto a livello mondiale, ma allo stesso tempo desidera completare la sua formazione da locandiera perché ama prendersi cura della clientela delle terme di famiglia; sceglie di perseguire in futuro tutte e due le strade perché la rendono felice in egual misura. Insieme a Pegitan, si trasforma in Cure Fontaine, la Pretty Cure dell'Acqua, di colore blu.
Hinata Hiramitsu (平光 ひなた?, Hiramitsu Hinata) / Cure Sparkle (キュアスパークル?, Kyua Supākuru)
Doppiata da: Hiyori Kōno (ed. giapponese)
Nata il 4 ottobre, frequenta la seconda media a Sukoyaka. Sbadata, energica e socievole, è il tipo di persona che dice immediatamente quel che pensa, che si tratti di cose importanti o meno. Non è portata per lo studio e le piace affibbiare dei soprannomi ai suoi amici più stretti. È onesta, di buon cuore e quando sbaglia si scusa subito. Curiosa nei confronti di tutto ciò che la circonda e ritardataria, se qualcosa le interessa particolarmente rischia di dimenticarsi gli impegni del momento. Non spicca in nessuna attività particolare e per questo invidia benevolmente suo fratello maggiore Youta e sua sorella maggiore Mei, bravi in più cose, che tenta di emulare sin da quando era piccola. Amando la moda e i cosmetici, ha un debole per tutto ciò che è di tendenza, ma non sembra avere occhio per lo stile. Tende a dire "un sacco" (「めっちゃ」?, "Meccha") quando si esprime. La sua famiglia gestisce sia una clinica per animali che un piccolo chiosco al suo fianco. Insieme a Nyatoran, si trasforma in Cure Sparkle, la Pretty Cure della Luce, di colore giallo.
Asumi Fuurin (風鈴 アスミ?, Fūrin Asumi) / Cure Earth (キュアアース?, Kyua Āsu)
Doppiata da: Suzuko Mimori (ed. giapponese)
Nata il 16 agosto, dall'età apparente di 20 anni, è in realtà uno spirito dell'Healing Garden nato dal desiderio della regina Teatinu che qualcuno proteggesse sua figlia Rate dai nemici. Assomiglia alla prima Pretty Cure della generazione precedente con cui Teatinu combatté al fianco millenni fa. È pacata e imperturbabile e tiene bene a mente qual è il suo compito da guerriera nel risanare la Terra e salvaguardare Rate, verso cui tende ad essere iperprotettiva. Dopo essersi unita alle altre Pretty Cure, viene ospitata a casa di Nodoka, le viene dato il nome di Asumi Fuurin per adeguarsi agli umani e comincia a lavorare part-time in una bancarella al mercato di Sukoyaka nella vendita di manjū, il suo dolce preferito. A volte appare ingenua e priva di buonsenso non conoscendo il mondo umano, ma Nodoka, Chiyu e Hinata le insegnano usi e costumi e la aiutano a identificare le emozioni e i sentimenti che prova; se è triste, il suo corpo comincia a diventare trasparente. In qualità di spirito, tramite gli Element è in grado di manipolare e prevedere la direzione del vento e di aprire con esso varchi per teletrasporto, sebbene le costi una certa quantità di energia. Conclusasi la battaglia contro i Byogenz, torna a vivere assieme a Rate, Pegitan, Rabirin e Nyatoran nell'Healing Garden. Insieme a Rate, si trasforma in Cure Earth, la Pretty Cure del Vento, di colore viola.

### Alleati
Rabirin (ラビリン?, Rabirin)
Doppiata da: Ai Kakuma (ed. giapponese)
È una fatina, più precisamente un Healing Animal femmina ("medico tirocinante"), dall'aspetto di un coniglio rosa. Il suo compleanno è il 3 marzo. Una piccoletta piena di energia e dal forte senso di giustizia, responsabile, ma tende a farsi prendere un po' troppo facilmente dall'entusiasmo e a essere un po' pasticciona; ha una grande passione per il cibo. Sviluppa un forte legame con Nodoka, sua partner che ogni tanto riesce a porle un freno, seppur all'inizio rimane delusa dalle sue scarse doti atletiche, utili per combattere i nemici. Finisce le frasi con l'intercalare "~rabi" (「～ラビ」?, "~rabi").
Pegitan (ペギタン?, Pegitan)
Doppiato da: Hana Takeda (ed. giapponese)
È una fatina, più precisamente un Healing Animal maschio ("medico tirocinante"), dall'aspetto di un pinguino blu. Il suo compleanno è il 25 aprile. È intelligente, timido e insicuro. Pur essendo discreto, fa quel che dev'essere fatto quando è necessario. È il partner di Chiyu e i due si supportano vicendevolmente in qualsiasi cosa. Adora le terme e finisce le frasi con l'intercalare "~pee" (「～ペエ」?, "~pee").
Nyatoran (ニャトラン?, Nyatoran)
Doppiato da: Aki Kanada (ed. giapponese)
È una fatina, più precisamente un Healing Animal maschio ("medico tirocinante"), dall'aspetto di un gatto tigrato. Il suo compleanno è il 22 febbraio. Ha un'attitudine positiva e dice tutto ciò che gli passa per la testa: in questo è simile a Hinata, con la quale è molto affiatato essendone il partner. Ha una voglia a forma di pesce sulla fronte, che tende a nascondere perché si vergogna a mostrarla. Solitamente si esprime in modo spavaldo, ma sa essere serio e finisce le frasi con l'intercalare "~nya" (「～ニャ」?, "~nya").
Rate (ラテ?, Rate)
Doppiata da: Haruka Shiraishi (ed. giapponese)
È una fata, più precisamente la principessa dell'Healing Garden, dall'aspetto di una cagnolina color caffellatte. Il suo compleanno è il 1º novembre. Essendo molto giovane, non può ancora né fluttuare né parlare ma, tramite lo stetoscopio della Healing Room Bag, è possibile sentire la voce del suo cuore; finisce le frasi con l'intercalare "~rate" (「～ラテ」?, "~rate"). Può percepire la sofferenza della Terra causata dai Byogenz, perdendo energia ogni volta che rileva un attacco nemico, sebbene in maniera più blanda di quanto possa fare sua madre, la regina Teatinu. Per fornirle nuova forza, le Pretty Cure devono salvare quanto prima gli Element infettati dai nemici, che ringraziano dando un po' del loro potere in cambio. Nel suo percorso di crescita, volendo rendersi utile, diventa partner di Asumi e aiuta tutte le Pretty Cure ad ottenere il potenziamento. È un po' viziata e sente molto la mancanza della madre rimasta nell'Healing Garden. Adora fare pisolini e, durante tutto il periodo della missione delle Pretty Cure, viene fatta passare per l'animale domestico della famiglia di Nodoka.
Teatinu (テアティーヌ様?, Teatīnu-sama)
Doppiata da: Keiko Toda (ed. giapponese)
È la regina dell'Healing Garden e madre di Rate. Ha l'aspetto di un cane di razza levriero. Per rimediare all'emergenza in cui si trova il suo regno e l'intera Terra a causa dei Byogenz, manda tre Healing Animal e sua figlia Rate alla ricerca delle Pretty Cure. È stata il primo Healing Animal a comparire nell'Healing Garden e in passato è stata partner della Pretty Cure della generazione precedente, Fuu, combattendo al suo fianco contro King Byogen. Durante l'attuale battaglia finale col redivivo re dei Byogenz, partecipa assieme ai suoi stretti collaboratori Leion e Torain.

### Byogenz
King Byogen (キングビョーゲン?, Kingu Byōgen)
Doppiato da: Hozumi Gōda (ed. giapponese)
È il capo dei Byogenz, individui che mirano a far ammalare la Terra con l'obiettivo di espandere un ambiente confortevole per loro. Inizialmente si manifesta come entità incorporea a causa della perdita, in passato, della battaglia contro l'antica Pretty Cure e Teatinu che sigillarono il suo corpo. Manda i suoi sottoposti a infettare la Terra per riguadagnare potere e rinascere in modo completo. Dopo essere riuscite ad arrivare nel suo regno, apparentemente viene sconfitto dalle Pretty Cure, per poi rinascere in maniera completa, diventando una creatura simile a un uccello nero con un corno rosso sulla fronte, quando si appropria e assorbe il corpo di Guaiwaru. Per acquisire maggiore stabilità e potere, fa in modo di assorbire al suo interno anche Daruizen, mutando in una forma più umanoide e prendendo il nome di Neo King Byogen (ネオキングビョーゲン?, Neo Kingu Byōgen). Dopo aver infettato prima Sukoyaka e poi il mondo intero, viene infine sconfitto dalle Pretty Cure. Il suo nome, così come quello del suo gruppo, deriva dalla parola giapponese "byōki" (病気?), che significa "malattia".
Daruizen (ダルイゼン?, Daruizen)
Doppiato da: Mutsumi Tamura (ed. giapponese)
È un giovane ragazzo che fa parte dei Byogenz, che agisce in modo disinteressato, senza dare importanza alle cose, dimostrando una grande apatia. È nato da un seme di Megabyogen che infettò Nodoka quando era piccola (causa della sua lunga malattia) e che ha assunto la forma attuale dopo aver abbandonato il suo corpo. Dopo aver scoperto le Megaparts e come utilizzarle per creare dei nuovi generali, decide di potenziarsi con una di esse, ottenendo il potere di creare dei Gigabyogen. Con la rinascita di King Byogen, per paura di essere assorbito come è accaduto a Guaiwaru, scappa e supplica Cure Grace di nasconderlo all'interno del suo corpo, la quale tuttavia si rifiuta perché non vuole riprovare quel dolore come in passato. Rimasto senza altra scelta, pur di non scomparire, usa le sue Megaparts su se stesso diventando un essere gigantesco e mostruoso; le Pretty Cure lo fanno tornare normale, ma viene assorbito da King Byogen subito dopo. Il suo nome deriva dalla parola giapponese "darui" (だるい?), che significa "sentirsi male".
Shindoine (シンドイーネ?, Shindoīne)
Doppiata da: Shizuka Itō (ed. giapponese)
È una donna isterica che fa parte dei Byogenz. Ama ed è leale a King Byogen più di chiunque altro, mostrandosi disponibile in sua presenza ma giudicando e aggredendo verbalmente quando lui non c'è. Ripudiata dal re e stanca dei suoi continui fallimenti, decide di inserire una Megapart all'interno del suo corpo, accrescendo il suo potere e usandolo per creare dei Gigabyogen. Unica sopravvissuta all'assorbimento da parte di King Byogen, che sceglie di tenerla come sottoposta, viene infine purificata dalle Pretty Cure durante la battaglia finale; la sua essenza viene raccolta da Cure Earth per fronteggiare King Byogen. Il suo nome deriva dalla parola giapponese "shindoi" (しんどい?) che significa "essere stanchi".
Guaiwaru (グアイワル?, Guaiwaru)
Doppiato da: Hiroki Yasumoto (ed. giapponese)
È un uomo grosso e muscoloso che fa parte dei Byogenz. Usa metodi violenti per schiacciare i suoi avversari con la forza bruta. In seguito decide, su ordine di King Byogen, di potenziarsi con una Megapart, ottenendo il potere di creare dei Gigabyogen. In realtà il suo vero obiettivo è quello di detronizzare King Byogen e prendere il suo posto come capo dei Byogenz: infatti, dopo aver allontanato Shindoine e Daruizen, permette alle Pretty Cure di entrare nel loro regno e confrontarsi con King Byogen; dopo che queste lo hanno sconfitto, assorbe numerose Megaparts, autoproclamandosi nuovo capo dei Byogenz come King Guaiwaru (キンググアイワル?, Kingu Guaiwaru) e evocando poi un esercito di Megabyogen per attaccare la città di Sukoyaka. Tuttavia alla fine viene assorbito da King Byogen (che sapeva del suo piano), il quale riesce a rinascere in forma completa. Il suo nome è composto dalle parole giapponesi "guai" (具合?) e "warui" (悪い?), che significano rispettivamente "salute" e "malato".
Batetemoda (バテテモーダ?, Batetemōda)
Doppiato da: Sōichirō Hoshi (ed. giapponese)
È un ragazzo dall'aspetto di una nutria antropomorfa che fa parte dei Byogenz. È allegro e ambizioso, e si diverte nei combattimenti corpo a corpo. Ha un profondo rispetto dei colleghi che hanno maggiore esperienza di lui, ma in realtà è solo apparenza e il suo scopo è sottrarre le loro strategie d'attacco. In origine era soltanto un animale, ma dopo essere stato infettato da un seme di Megabyogen ha assunto un aspetto più umano. Odia l'ambiente salutare della Terra, che secondo lui ha un odore sgradevole. Attraverso il recupero di alcune parti di Megabyogen che si sono cristallizzate, studia un modo per battere le Pretty Cure e si assicura con King Byogen di diventare lui il capo dei generali. Tuttavia viene purificato definitivamente da Cure Earth.
Nebsock (ネブソック?, Nebusokku)
Doppiato da: Eiji Takeuchi (ed. giapponese)
È un uccello umanoide dotato di piume nere, ali enormi e artigli d'argento. Viene creato come esperimento da Daruizen fondendo una Megapart con un piccolo volatile. Essendo Daruizen il suo creatore, si dimostra estremamente ansioso di ricevere i suoi elogi. Nonostante sia un uccello, soffre di acrofobia; Cure Earth riesce a sconfiggerlo sfruttando proprio questa sua debolezza, facendolo tornare ad essere un animale normale. Il suo nome deriva dall'omonima parola "nebusoku" (寝不足?), che significa "mancanza di sonno".
Kedary (ケダリー?, Kedarī)
Doppiato da: Akeno Watanabe (ed. giapponese)
È un ragazzino che fa parte dei Byogenz, sviluppatosi dalla Megapart inserita da Daruizen nel corpo di Nodoka. Fisicamente è simile a Daruizen, nonostante sembri avere un aspetto più giovane. È privo di qualsiasi emozione e per lui l'unica cosa che conta è infettare la Terra. Durante il suo scontro con le Pretty Cure si dimostra essere incredibilmente forte, schivando facilmente i loro attacchi e abbattendole senza problemi, ma queste ultime riescono alla fine a sconfiggerlo. Il suo nome deriva dalla parola "kedarui" (気だるい?), che significa "svogliato".
Megabyogen (メガビョーゲン?, Megabyōgen)
Doppiato da: Kōsuke Gotō (ed. giapponese)
È il mostro evocato dai Byogenz. Viene creato tramite la contaminazione degli Element della Terra con un piccolo demone a forma di pipistrello denominato Nanobyogen (ナノビョーゲン?, Nanobyōgen) che si evolve diventando gigantesco. Possono venire potenziati utilizzando i frammenti di quelli sconfitti precedentemente, noti come Megaparts (メガパーツ?, Megapātsu). Le Megaparts, come mostrato da Daruizen, possono essere utilizzate per creare nuovi generali Byogenz, detti Terabyogen (テラビョーゲン?, Terabyōgen), o per aumentare il potere di se stessi. Successivamente viene utilizzata una versione potenziata, il Gigabyogen (ギガビョーゲン?, Gigabyōgen), creata da Daruizen, Shindoine e Guaiwaru dopo essersi rinforzati con una Megapart; a differenza di un normale Megabyogen, viene creato infettando degli esseri umani.

### Altri personaggi
Yasuko Hanadera (花寺 やすこ?, Hanadera Yasuko)
Doppiata da: Kazusa Murai (ed. giapponese)
È la madre di Nodoka. Subito dopo aver incontrato e sposato Takeshi, ha dovuto lasciare il mestiere di autista di mezzi pesanti per stare vicino a Nodoka, che era molto malata da piccola; successivamente, con il miglioramento delle condizioni fisiche della figlia e il trasferimento a Sukoyaka, torna a lavorare come corriere di un'azienda di trasporto merci. Rate le è molto affezionata.
Takeshi Hanadera (花寺 たけし?, Hanadera Takeshi)
Doppiato da: Eiji Hanawa (ed. giapponese)
È il padre di Nodoka. Fa l'arredatore d'interni. Ha progettato lui stesso la nuova residenza di famiglia a Sukoyaka. Da studente, partecipava con alcuni suoi compagni a gare di mongolfiere.
Nao Sawaizumi (沢泉 なお?, Sawaizumi Nao)
Doppiata da: Mayumi Sako (ed. giapponese)
È la madre di Chiyu. Gestisce il ryokan (locanda termale) di famiglia.
Ryuji Sawaizumi (沢泉 りゅうじ?, Sawaizumi Ryūji)
Doppiato da: Daichi Endō (ed. giapponese)
È il padre di Chiyu. Fa il giardiniere.
Haruko Sawaizumi (沢泉 はるこ?, Sawaizumi Haruko)
Doppiata da: Yukari Nozawa (ed. giapponese)
È la nonna paterna di Chiyu. Aiuta nella gestione delle terme di famiglia e, con la sua esperienza, guida Chiyu nella formazione di locandiera.
Kiyoshi Sawaizumi (沢泉 きよし?, Sawaizumi Kiyoshi)
Doppiato da: Kiyomitsu Mizuuchi (ed. giapponese)
È il nonno paterno di Chiyu. Fondatore della locanda di famiglia, è una persona taciturna e dedita al lavoro.
Touji Sawaizumi (沢泉 とうじ?, Sawaizumi Touji)
Doppiato da: Satsumi Matsuda (ed. giapponese)
È il fratello minore di Chiyu. Sogna in futuro di diventare un bravo locandiere e, per questo, dà una mano in quella di famiglia nel tempo libero. Ha poca autostima, dovuto al fatto che sbaglia involontariamente il comportamento da assumere con i clienti. Ammira Chiyu, che riesce a concentrarsi su più cose, ma viceversa quest'ultima è orgogliosa dell'impegno che lui mette in ciò che ama fare.
Teruhiko Hiramitsu (平光 てるひこ?, Hiramitsu Teruhiko)
Doppiato da: Kenichirō Matsuda (ed. giapponese)
È il padre di Hinata. Dirige e fa il veterinario in una clinica. Il suo amore per gli animali e le sue abilità veterinarie non sono secondi a nessuno. Ha una personalità amichevole e ironica.
Youta Hiramitsu (平光 ようた?, Hiramitsu Yōta)
Doppiato da: Ryōta Ōsaka (ed. giapponese)
È il fratello maggiore di Hinata. Fa il veterinario nella clinica del padre.
Mei Hiramitsu (平光 めい?, Hiramitsu Mei)
Doppiata da: Yumi Kakazu (ed. giapponese)
È la sorella maggiore di Hinata. È dolce e gentile. Gestisce un chiosco a fianco alla clinica per animali di famiglia, dove invece si occupa di assettare.
Kawai (川井さん?, Kawai-san)
Doppiato da: Mitsuaki Hoshino (ed. giapponese)
È il capo dei dipendenti delle terme della famiglia Sawaizumi.
Rina (りな?, Rina) & Mina (みな?, Mina)
Doppiate da: Satsumi Matsuda e Aki Kanada (ed. giapponese)
Sono le migliori amiche di Hinata nonché compagne di classe sue, di Nodoka e Chiyu. Conoscono la sbadataggine di Hinata, ma è anche per questo che le vogliono un gran bene.
Ryoko (りょうこ?, Ryōko), Mizuki (みづき?, Mizuki) & Sarina (さりな?, Sarina)
Doppiate da: Sayaka Senbongi, Ai Furuhata e ? (ed. giapponese)
Sono tre compagne di classe di Nodoka, Chiyu e Hinata. Ryoko è un membro del club di atletica della scuola con cui Chiyu si allena spesso.
Uchiage (打上?, Uchiage)
Doppiato da: Daisuke Motohashi (ed. giapponese)
È un compagno di classe di Nodoka, Chiyu e Hinata. Suo padre è un artigiano di fuochi d'artificio.
Michio Masuko (益子 道男?, Masuko Michio)
Doppiato da: Yūichi Iguchi (ed. giapponese)
È il caporedattore e reporter del "Sukoyaka Journal", il giornale della scuola. La sua classe è accanto a quella di Nodoka e le altre. È sempre alla ricerca di nuovi scoop e porta con sé una macchina fotografica, ma la sua passione a volte lo porta a essere troppo ostinato, e quindi non ben visto dagli altri. Viene a conoscenza della vera identità delle Pretty Cure, ma sceglie di non divulgare la notizia per privacy. Le caratteristiche del suo personaggio, così come il suo nome, sono molto simili a Mika Masuko (personaggio di Yes! Pretty Cure 5 e Yes! Pretty Cure 5 GoGo!) e Miyo Masuko (personaggio di HappinessCharge Pretty Cure!).
Kotoe Kanamori (金森 ことえ?, Kanamori Kotoe)
Doppiata da: Yumiri Hanamori (ed. giapponese)
È una compagna di classe di Nodoka, Chiyu e Hinata. Fa parte della banda musicale della scuola, dove suona la tromba.
Yuto Sugawara (菅原 有斗?, Sugawara Yūto)
Doppiato da: Taito Ban (ed. giapponese)
È un compagno di scuola di Nodoka, Chiyu e Hinata, frequenta il terzo anno. È il capo della banda musicale della scuola, dove suona la tromba. Per via della sua bravura con lo strumento, è soprannominato "principe del fiato" (吹奏の王子様?, Suisō no ōji-sama) dagli altri studenti. È serio e rigoroso, ma sa dare buoni consigli.
Professor Maruyama (円山 教生?, Maruyama-sensei)
Doppiato da: Kenji Hamada (ed. giapponese)
È il professore della classe di Nodoka, Chiyu e Hinata. La sua materia è scienze. Ha un figlio che va alle elementari, Kouta.
Dott. Hachisuka (蜂須賀?, Hachisuka)
Doppiato da: Kenji Hamada (ed. giapponese)
È il medico che fa servizio nell'ospedale dove in passato Nodoka era spesso ricoverata. La ragazza gli è rimasta molto affezionata. Il fatto di non essere riuscito mai a fare l'esatta diagnosi della malattia di Nodoka lo demoralizza e lo spinge ad abbandonare la professione per diventare invece un ricercatore sempre in campo medico all'estero.
Tsubasa Takami (高美 ツバサ?, Takami Tsubasa)
Doppiata da: Natsumi Takamori (ed. giapponese)
È una ragazza che frequenta la seconda media alla Nishi. Fa parte del club di atletica della scuola, superando sempre nuovi record durante le gare di salto in alto. La sua passione la rende determinata a diventare una professionista. Considera Chiyu sua rivale, la quale grazie a lei prende con più serietà lo sport che pratica. Poco prima di trasferirsi all'estero per il lavoro dei genitori, lei e Chiyu si promettono a vicenda di impegnarsi per potersi sfidare nuovamente alle gare mondiali.
Eriko Saito (斎藤 えりこ?, Saitō Eriko)
Doppiata da: Sara Matsumoto (ed. giapponese)
È un'amica d'infanzia di Hinata, trasferitasi anni fa quando le due andavano alle elementari. Quando torna per fare visita all'amica, diventa gelosa di Nodoka, Chiyu e Asumi e pensa di essere stata sostituita, ma in seguito capisce di stare sbagliando. Sin da piccole, Hinata la chiama per gioco "Elizabeth" (エリザベス?, Erizabesu), mentre lei chiama Hinata "Natasha" (ナターシャ?, Natāsha).
Leion (レイオン?, Reion) & Torain (トライン?, Torain)
Doppiati da: Ken'ichirō Matsuda e Daichi Endō (ed. giapponese)
Sono due Healing Animal, stretti collaboratori della regina Teatinu. Leion ha l'aspetto di un leone, mentre Torain di una tigre. A differenza di Rabirin e gli altri, sono adulti e sono in grado di risanare gli ambienti contaminati senza l'aiuto di un partner. Partecipano al fianco di Teatinu alla battaglia finale contro King Byogen.
Suzuchun (スズチュン?, Suzuchun), Momomon (モモモン?, Momomon), Phelemin (フェレミン?, Feremin), Hamtas (ハムタス?, Hamutasu) & Saruro (サルロー?, Sarurō)
Doppiati da: Hozumi Gōda (Saruro) (ed. giapponese)
Sono degli Healing Animal, che popolano l'Healing Garden. Suzuchan, Momomon, Phelemin e Hamtas sono ancora piccoli tirocinanti che hanno l'aspetto, rispettivamente, di un uccellino, un procione, un furetto e un topo e ammirano il lavoro svolto dalle Pretty Cure contro i Byogenz, desiderando avere partner come loro. Saruro, invece, è un tirocinante adulto dall'aspetto di una scimmia e inizialmente non si fida di Nodoka e le altre, essendo umane, giudicandole non molto diverse dai Byogenz che causano danni alla Terra; in seguito comprende che non tutti gli uomini inquinano il mondo.
Fuu (フウ?, Fuu)
È la Pretty Cure della generazione precedente, della quale Teatinu è stata partner in passato, durante la battaglia contro King Byogen. Viveva nell'area che divenne l'attuale Sukoyaka. Una sua statua è eretta nell'Healing Garden. Asumi le somiglia molto fisicamente.

## Oggetti magici
Healing Stick (ヒーリングステッキ?, Hīringu Sutekki)
È lo scettro utilizzato da Cure Grace, Cure Fontaine e Cure Sparkle, con l'ausilio dei loro Healing Animal e le Element Bottle, per trasformarsi e attaccare. Si originano dal legame scaturito tra la guerriera e il partner. Hanno la forma di una bacchetta bianca con un cuore di cristallo in cima e due punti vicino all'impugnatura in cui si inseriscono la propria Element Bottle e il proprio Healing Animal, il quale esercita il potere attraverso le zampe. Tramite esso, è inoltre possibile scansionare i punti deboli dei nemici con la tecnica Cure Scan (キュアスキャン?, Kyua Sukyan), impostare la barriera protettiva Puni Shield (ぷにシールド?, Puni Shīrudo) e lanciare potenti raggi d'energia.
Element Bottle (エレメントボトル?, Eremento Botoru)
Sono degli accessori preziosi e rari, usati con gli Healing Stick dalle Pretty Cure per trasformarsi e attaccare. Ciascuna di esse ha un potere diverso: Fiori (花?, Hana), Acqua (水?, Mizu), Luce (光?, Hikari), Vento (風?, Kaze), Raccolto (実り?, Minori), Ghiaccio (氷?, Kōri), Fulmini (雷?, Kaminari), Foglie (葉っぱ?, Happa), Pioggia (雨?, Ame), Fuoco (火?, Hi), Aria (空気?, Kūki) e Suono (音?, Oto). Riempiendo la loro Healing Gauge con la purificazione degli Element, le Pretty Cure assicurano nuova energia a Rate. In seguito se ne sviluppano di speciali, la Miracle Healing Bottle (ミラクルヒーリングボトル?, Mirakuru Hīringu Botoru) che consente a Grace, Fontaine e Sparkle di unire i loro poteri, e la Special Healin' Good Bottle (スペシャルヒーリングっどボトル?, Supesharu Hīringuddo Botoru) che permette a tutte e quattro le Pretty Cure di trasformarsi e attaccare in Special Healin' Good Style.
Element (エレメントさん?, Eremento-san)
Doppiati da: Yumiri Hanamori (Fiori, Luce, Pioggia, Ghiaccio, Gemme, Foglie), Sayaka Senbongi (Legno, Schiuma, Fulmini, Sole, Aria) e Ai Furihata (Acqua, Raccolto, Vento, Fuoco, Suono, Mare) (ed. giapponese)
Piccole creature elementali legate alla Terra e al suo benessere. Prestare loro delle cure quando affetti da malanni dei Byogenz fa guadagnare alle Pretty Cure degli Element Point, che riempiono la Healing Gauge della Element Bottle. Il loro potere è necessario affinché Rate riacquisisca l'energia perduta ogni qualvolta rileva un attacco nemico. Ne esistono tantissimi e risiedono in ogni cosa della natura: l'Element dei Fiori (花?, Hana), del Legno (木?, Ki), dell'Acqua (水?, Mizu), della Luce (光?, Hikari), della Schiuma (泡?, Awa), del Raccolto (実り?, Minori), della Pioggia (雨?, Ame), del Ghiaccio (氷?, Kōri), delle Gemme (宝石?, Hōseki), dei Fulmini (雷?, Kaminari), del Vento (風?, Kaze), delle Foglie (葉っぱ?, Happa), del Fuoco (火?, Hi), del Sole (太陽?, Taiyō), del Suono (音?, Oto), dell'Aria (空気?, Kūki) e del Mare (海?, Umi).
Earth Windy Harp (アースウィンディハープ?, Āsu Windi Hāpu)
È l'arpa utilizzata da Cure Earth per attaccare.
Healin' Good Arrow (ヒーリングっどアロー?, Hīringuddo Arō)
Sono i nuovi scettri utilizzati delle Pretty Cure, con l'ausilio dei loro Healing Animal e della Special Healin' Good Bottle, per trasformarsi in Special Healin' Good Style e attaccare. Hanno la forma di una siringa medica e sono nati dall'unione dei poteri elementali delle Pretty Cure compiuta da Rate.
Healing Room Bag (ヒーリングルームバッグ?, Hīringu Rūmu Baggu)
Sono tre valigie, una per ciascuno degli Healing Animal, che contengono tutto il necessario per guarire gli spiriti della Terra, nonché per giocare con loro e prendersi cura di Rate. Vi si può entrare all'interno e fungono anche da dimora per Rabirin e gli altri.
Flower Melody Bell (フラワーメロディベル?, Furawā Merodi Beru)
È un tamburello fiorito utilizzato dalle Pretty Cure.

## Trasformazioni e attacchi

### Cure Grace
- Trasformazione: Nodoka inserisce l'Element Bottle dei fiori nell'Healing Stick munito di Rabirin e, diventata Cure Grace, si presenta al nemico.

- Healing Flower (ヒーリング・フラワー?, Hīringu Furawā): è l'attacco di Cure Grace con l'Healing Stick munito di Rabirin e della Element Bottle dei fiori. Agitando e toccando lo scettro, la Pretty Cure disegna un cuore e, con l'aumento della Healing Gauge, libera un vortice di energia rosa che trapassa e purifica il nemico, prelevando l'Element imprigionato al suo interno. A fine attacco, rivolgendosi al nemico ormai sconfitto, Cure Grace e Rabirin dicono "Abbi cura di te." (「お大事に」?, "Odaijini"). Viene eseguito per la prima volta nell'episodio 1.

- Element del raccolto (実りのエレメント?, Minori no Eremento): Cure Grace inserisce l'Element Bottle del raccolto nell'Healing Stick munito di Rabirin e con esso lancia un raggio d'energia rosa contro il nemico. Viene eseguito per la prima volta nell'episodio 7.
- Element delle foglie (葉っぱのエレメント?, Happa no Eremento): Cure Grace inserisce l'Element Bottle delle foglie nell'Healing Stick munito di Rabirin e con esso lancia un raggio d'energia verde contro il nemico. Viene eseguito per la prima volta nell'episodio 20.
- Element dei fiori (花のエレメント?, Hana no Eremento): Cure Grace scaglia un raggio d'energia rosa contro il nemico con l'Healing Stick munito di Rabirin e della Element Bottle dei fiori.

### Cure Fontaine
- Trasformazione: Chiyu inserisce l'Element Bottle dell'acqua nell'Healing Stick munito di Pegitan e, diventata Cure Fontaine, si presenta al nemico.

- Healing Stream (ヒーリング・ストリーム?, Hīringu Sutorīmu): è l'attacco di Cure Fontaine con l'Healing Stick munito di Pegitan e della Element Bottle dell'acqua. Agitando e toccando lo scettro, la Pretty Cure disegna una goccia d'acqua e, con l'aumento della Healing Gauge, libera un vortice di energia blu che trapassa e purifica il nemico, prelevando l'Element imprigionato al suo interno. A fine attacco, rivolgendosi al nemico ormai sconfitto, Cure Fontaine e Pegitan dicono "Abbi cura di te." (「お大事に」?, "Odaijini"). Viene eseguito per la prima volta nell'episodio 3.

- Element del ghiaccio (氷のエレメント?, Kōri no Eremento): Cure Fontaine inserisce l'Element Bottle del ghiaccio nell'Healing Stick munito di Pegitan e con esso lancia un raggio d'energia celeste contro il nemico, congelandolo. Viene eseguito per la prima volta nell'episodio 9.
- Element della pioggia (雨のエレメント?, Ame no Eremento): Cure Fontaine inserisce l'Element Bottle della pioggia nell'Healing Stick munito di Pegitan e con esso lancia un raggio d'energia blu contro il nemico. Viene eseguito per la prima volta nell'episodio 18.
- Element dell'acqua (水のエレメント?, Mizu no Eremento): Cure Fontaine scaglia un raggio d'energia blu contro il nemico con l'Healing Stick munito di Pegitan e della Element Bottle dell'acqua.

### Cure Sparkle
- Trasformazione: Hinata inserisce l'Element Bottle della luce nell'Healing Stick munito di Nyatoran e, diventata Cure Sparkle, si presenta al nemico.

- Healing Flash (ヒーリング・フラッシュ?, Hīringu Furasshu): è l'attacco di Cure Sparkle con l'Healing Stick munito di Nyatoran e della Element Bottle della luce. Agitando e toccando lo scettro, la Pretty Cure disegna un luccichio e, con l'aumento della Healing Gauge, libera un vortice di energia gialla che trapassa e purifica il nemico, prelevando l'Element imprigionato al suo interno. A fine attacco, rivolgendosi al nemico ormai sconfitto, Cure Sparkle e Nyatoran dicono "Abbi cura di te." (「お大事に」?, "Odaijini"). Viene eseguito per la prima volta nell'episodio 4.

- Element dei fulmini (雷のエレメント?, Kaminari no Eremento): Cure Sparkle inserisce l'Element Bottle dei fulmini nell'Healing Stick munito di Nyatoran e con esso lancia un raggio d'energia gialla contro il nemico, elettrizzandolo. Viene eseguito per la prima volta nell'episodio 14.
- Element del fuoco (火のエレメント?, Hi no Eremento): Cure Sparkle inserisce l'Element Bottle del fuoco nell'Healing Stick munito di Nyatoran e con esso lancia un raggio d'energia rossa contro il nemico. Viene eseguito per la prima volta nell'episodio 20.
- Element del fuoco (火のエレメント?, Hi no Eremento) (2ª versione): Cure Sparkle scaglia un raggio d'energia gialla contro il nemico con l'Healing Stick munito di Nyatoran e della Element Bottle del fuoco.

### Cure Earth
- Trasformazione: Asumi inserisce l'Element Bottle del vento nel fiocco di Rate e, diventata Cure Earth, si presenta al nemico.

- Healing Hurricane (ヒーリング・ハリケーン?, Hīringu Harikēn): è l'attacco di Cure Earth con la Earth Windy Harp munita della Element Bottle del vento. Agitando e suonando l'arpa, la Pretty Cure libera un vortice di energia viola che trapassa e purifica il nemico, prelevando l'Element imprigionato al suo interno. A fine attacco, rivolgendosi al nemico ormai sconfitto, Cure Earth e Rate dicono "Abbi cura di te." (「お大事に」?, "Odaijini"). Viene eseguito per la prima volta nell'episodio 20.

- Element dell'aria (空気のエレメント?, Kūki no Eremento): Cure Earth inserisce l'Element Bottle dell'aria nella Earth Windy Harp e con essa lancia un raggio d'energia verde contro il nemico. Viene eseguito per la prima volta nell'episodio 28.
- Element del suono (音のエレメント?, Oto no Eremento): Cure Earth inserisce l'Element Bottle del suono nella Earth Windy Harp e con essa lancia un raggio d'energia viola contro il nemico. Viene eseguito per la prima volta nell'episodio 30.

### In gruppo
- Presentazione: è la frase di presentazione di gruppo delle Pretty Cure con gli Healing Animal una volta conclusasi la trasformazione.

- Healing Oasis (ヒーリング・オアシス?, Hīringu Oashisu): è l'attacco di gruppo di Cure Grace, Cure Fontaine e Cure Sparkle utilizzando i loro rispettivi Healing Stick muniti di Rabirin, Pegitan e Nyatoran e della Miracle Healing Bottle. Inserite le Bottle negli scettri, le Pretty Cure risanano l'ambiente e uniscono tre vortici di energia rosa, blu e gialla che trapassano e purificano il nemico, prelevando l'Element imprigionato al suo interno. A fine attacco, rivolgendosi al nemico ormai sconfitto, le guerriere e i loro partner dicono "Abbi cura di te." (「お大事に」?, "Odaijini"). Viene eseguito per la prima volta nell'episodio 11.

- Trasformazione (Special Healin' Good Style (スペシャル・ヒーリングっど・スタイル?, Supesharu Hīringuddo Sutairu)): le Pretty Cure, dopo aver evocato i rispettivi Healin' Good Arrow con la Special Healin' Good Bottle assieme agli Healing Animal, si trasformano in Special Healin' Good Style. Viene eseguita per la prima volta nell'episodio 31.

- Final Healin' Good Shower (ファイナル・ヒーリングっど♥シャワー?, Fainaru Hīringuddo Shawā): è l'attacco di gruppo delle Pretty Cure in Special Healin' Good Style utilizzando i loro rispettivi Healin' Good Arrow assieme agli Healing Animal. Riempite le siringhe del liquido energetico, le Pretty Cure al fianco dei propri Healing Animal risanano l'ambiente e uniscono quattro vortici di energia rosa, blu, gialla e viola che trapassano e purificano il nemico, prelevando l'Element imprigionato al suo interno. A fine attacco, rivolgendosi al nemico ormai sconfitto, le guerriere e i loro partner dicono "Abbi cura di te." (「お大事に」?, "Odaijini"). Viene eseguito per la prima volta nell'episodio 31.

## Luoghi
Healing Garden (ヒーリングガーデン?, Hīringu Gāden)
È il posto segreto dal quale provengono Rate, Nyatoran, Pegitan, Rabirin e su cui regna la regina Teatinu. È stato creato per volontà della Terra stessa al fine di mantenere l'equilibrio dell'ecosistema, ed è preservato dagli Healing Animal ("medici tirocinanti") che lo abitano e dal quale mantengono segretamente in salute tutto il mondo. Gli abitanti, perlopiù animali, vivono divisi in due grandi gruppi tra coloro che sono già in grado di risanare aree contaminate e coloro che stanno studiando e sono alla ricerca di un partner per poterlo fare. La sua natura rigogliosa è messa a dura prova durante il periodo di infezioni dei Byogenz.
Byogen Kingdom (ビョーゲンキングダム?, Byōgen Kingudamu)
È il covo dell'omonima organizzazione nemica. Si tratta di un regno dal cielo rosso e viola, coperto da un oceano di lava e disseminato di desolate isole vulcaniche. King Byogen può parzialmente manifestarsi nel cielo sopra di esso, dando ordini ai suoi sottoposti. I membri posseggono tutti caratteristiche simili a diavoli, come corna e coda appuntita.
Sukoyaka (すこやか市?, Sukoyaka-shi)
È la cittadina in cui si trasferisce Nodoka e in cui vivono Chiyu e Hinata. È circondata dal verde della natura e priva di smog tipico delle grandi città. La prima Pretty Cure della generazione precedente ha vissuto nell'area in cui dopo è sorta la città.
Scuola media di Sukoyaka (すこやか中学校?, Sukoyaka chūgakkō)
È la scuola frequentata da Chiyu, Hinata e, successivamente, anche da Nodoka.
Ryokan Sawaizumi (旅館沢泉?, Ryokan Sawaizumi)
È la locanda termale/ryokan gestita dalla famiglia di Chiyu. Gli animali sono ammessi e nelle terme, oltre a un giardino, c'è una piscina apposta per loro.
Hiramitsu Animal Clinic
È la clinica veterinaria gestita dal padre e dal fratello maggiore di Hinata, a fianco al chiosco CWJH.
CWJH (CAFE Wonderful Juice H)
È il chiosco a fianco alla clinica veterinaria, gestito dalla sorella maggiore di Hinata. La sua specialità è il succo di frutta con caramelle gommose.
Yume Port (ゆめぽーと?, Yume Pōto)
È il centro commerciale della città vicino a Sukoyaka.

## Episodi
Alla fine di ciascun episodio è presente lo Healin' Good ♥ Game (ヒーリングっど♥ゲーム?), un corto nel quale viene eseguito ogni volta un mini-gioco diverso. Inoltre, dei brevi filmati con i burattini di Rabirin, Pegitan e Nyatoran che dialogano di vari argomenti, sono stati caricati settimanalmente dal 2 maggio 2020 al 20 febbraio 2021 sul canale ufficiale YouTube della serie, con il titolo Doyōbi mo! Healing Animal TV (どようびも！ヒーリングアニマルＴＶ?).

### Sigle
La sigla originale di apertura è composta da Hideaki Takatori con il testo di Saori Kodama, la prima di chiusura da Riko Ōhashi con il testo di eNu e la seconda di chiusura da ANDW con il testo di Noriko Fujimoto.
Sigla di apertura
- Healin' Good ♥ Precure Touch!! (ヒーリングっど♥プリキュア Ｔｏｕｃｈ！！?), cantata da Rie Kitagawa

Sigla di chiusura
- Miracle-tto ♥ Link Ring! (ミラクルっと♥Ｌｉｎｋ Ｒｉｎｇ！?), cantata da Machico (ep. 1-19)
- Everybody ☆ Healin' GooDay! (エビバディ☆ヒーリングッデイ！?), cantata da Kanako Miyamoto (ep. 20-45)

### Distribuzione
In Giappone la serie è stata raccolta in una collezione di 15 DVD sia da Marvelous che Pony Canyon tra il 22 luglio 2020 e il 26 maggio 2021.
La serie è stata raccolta anche in quattro cofanetti Blu-ray, pubblicati da Marvelous Inc. e usciti tra il 16 settembre 2020 e il 26 maggio 2021.

### Rappresentazioni ed eventi
A settembre 2020, allo Zepp Tokyo, avrebbe dovuto svolgersi l'Healin' Good ♥ Precure - LIVE 2020: Cure Touch! Healin' Good ♥ Music! (ヒーリングっど♥プリキュアＬＩＶＥ２０２０ キュアＴｏｕｃｈ！ヒーリングっど♥ＭＵＳＩＣ！?, Hīringuddo ♥ Purikyua LIVE 2020 Kyua Touch! Hīringuddo ♥ Music!), un concerto di brani e character song della serie, tenuto dalle doppiatrici delle protagoniste e le interpreti delle sigle di apertura e di chiusura, ma è stato rinviato a data da destinarsi e poi cancellato del tutto; al suo posto, il 19 settembre si è tenuto un evento in diretta streaming.
Terminata la messa in onda degli episodi televisivi, il 21 febbraio 2021 eccezionalmente online su "Pia Live Stream" si è tenuto l'Healin' Good ♥ Precure: Kansha-sai (ヒーリングっど♥プリキュア 感謝祭?), uno spettacolo che viene celebrato come ringraziamento di fine serie. All'evento hanno partecipato il cast e gli interpreti delle sigle. Il DVD/Blu-ray è uscito il 18 agosto 2021.

## Film
| Titolo | Prima visione                |
| Titolo | Giapponese (cinematografica) |
| --- | ---------------------------- |
| Eiga Pretty Cure Miracle Leap - Minna to no fushigi na 1-nichi (映画 プリキュアミラクルリープ みんなとの不思議な１日?, Eiga Purikyua Mirakuru Rīpu Minna to no fushigi na 1-nichi)                                                       | 31 ottobre 2020              |
| Eiga Healin' Good ♥ Pretty Cure - Yume no machi de kyun! tto GoGo! Daihenshin!! (映画 ヒーリングっど♥プリキュア ゆめのまちでキュン！っとＧｏＧｏ！大変身！！?, Eiga Hīringuddo ♥ Purikyua Yume no machi de kyun! tto GoGo! Daihenshin!!) | 20 marzo 2021                |
| Watashi dake no okosama lunch (わたしだけのお子さまランチ?, Watashi dake no okosama ranchi) | 23 settembre 2022            |
| Eiga Pretty Cure All Stars F (映画 プリキュアオールスターズＦ?, Eiga Purikyua Ōru Sutāzu F) | 15 settembre 2023            |

## Manga
Il manga di Healin' Good ♥ Pretty Cure, disegnato da Futago Kamikita, è stato serializzato sulla rivista Nakayoshi di Kōdansha da marzo 2020 a febbraio 2021. Un tankōbon, contenente i primi sette capitoli e una storia extra realizzata apposta, è stato pubblicato l'11 settembre 2020 in edizione regolare e speciale. Il secondo e ultimo tankōbon, contenente gli altri cinque capitoli e una storia extra realizzata appositamente, è stato pubblicato il 31 marzo 2021, anch'esso in edizione regolare e speciale, quest'ultima accompagnata da un libretto contenente un episodio che vede protagoniste le Pretty Cure di Star☆Twinkle Pretty Cure, Healin' Good ♥ Pretty Cure e Tropical-Rouge! Pretty Cure.
| Nº | Titolo italiano Giapponese 「Kanji」 - Rōmaji                                       | Data di prima pubblicazione                                                                   | Data di prima pubblicazione |
| Nº | Titolo italiano Giapponese 「Kanji」 - Rōmaji                                       | Giapponese                                                                                    |                             |
| 1  | Healin' Good ♥ Precure 1 「ヒーリングっど♥プリキュア １」 - Hīringuddo ♥ Purikyua 1 | 11 settembre 2020 ISBN 978-4-06-520829-8 (ed. regolare) ISBN 978-4-06-520803-8 (ed. limitata) |                             |
| 2  | Healin' Good ♥ Precure 2 「ヒーリングっど♥プリキュア ２」 - Hīringuddo ♥ Purikyua 2 | 31 marzo 2021 ISBN 978-4-06-521822-8 (ed. regolare) ISBN 978-4-06-521823-5 (ed. limitata)     |                             |

### Altre pubblicazioni
Il 30 aprile 2021 la Gakken Publishing ha pubblicato in Giappone Healin' Good ♥ Precure: Official Complete Book (ヒーリングっど♥プリキュア オフィシャルコンプリートブック?, Hīringuddo ♥ Purikyua Ofisharu Konpurīto Bukku) con ISBN 978-4-05-611615-1, libro dedicato alla serie contenenti interviste ai produttori, allo staff degli episodi, alle doppiatrici con retroscena che raccontano la nascita di Healin' Good ♥ Pretty Cure.

## CD e videogiochi
Durante il corso della serie sono stati pubblicati diversi CD e raccolte, sia di brani musicali che di colonna sonora, da Marvelous. I videogiochi, invece, sono stati distribuiti da Bandai.
| Nº | Titolo CD | Numero tracce | Data uscita      |
| -- | --- | ------------- | ---------------- |
| 1  | Healin' Good ♥ Precure Touch!! / Miracle-tto ♥ Link Ring! (ヒーリングっど♥プリキュア Ｔｏｕｃｈ！！／ミラクルっと♥Ｌｉｎｋ Ｒｉｎｇ！?)                               | 4             | 25 marzo 2020    |
| 2  | Healin' Good ♥ Precure - Original Soundtrack 1: Precure Sound Garden!! (ヒーリングっど♥プリキュア オリジナル・サウンドトラック１ プリキュア・サウンド・ガーデン！！?) | 40            | 27 maggio 2020   |
| 3  | Healin' Good ♥ Precure - Vocal Album: ~Voice of life~ (ヒーリングっど♥プリキュア ボーカルアルバム ～Ｖｏｉｃｅ ｏｆ ｌｉｆｅ～?)                                      | 8             | 8 luglio 2020    |
| 4  | Healin' Good ♥ Precure - Character Single: ~Hibikiau 4-tsu no koe~ (ヒーリングっど♥プリキュア キャラクターシングル ～響き合う４つの声～?)                             | 3             | 22 luglio 2020   |
| 5  | Everybody ☆ Healin' GooDay! / Let's te to te de kyun! (エビバディ☆ヒーリングッデイ！／Ｌｅｔ'ｓ 手と手でキュン！?)                                                    | 4             | 9 settembre 2020 |
| 6  | Healin' Good ♥ Precure - Original Soundtrack 2: Precure Sound Oasis!! (ヒーリングっど♥プリキュア オリジナル・サウンドトラック２ プリキュア・サウンド・オアシス！！?)  | 40            | 23 dicembre 2020 |
| 7  | Healin' Good ♥ Precure - Vocal Best: ~We are Alive!!~ (ヒーリングっど♥プリキュア ボーカルベスト ～Ｗｅ ａｒｅ Ａｌｉｖｅ！！～?)                                      | 19            | 17 febbraio 2021 |
| 8  | Precure Vocal Best BOX 2018-2023 (プリキュア ボーカルベストＢＯＸ ２０１８–２０２３?)                                                                                 | 95            | 29 novembre 2023 |

## Trasmissioni e adattamenti nel mondo
Healin' Good ♥ Pretty Cure è stato trasmesso, oltre che in Giappone, anche in diversi Paesi in tutto il mondo.
| Stato            | Rete televisiva / piattaforma streaming | Data 1ª TV/streaming                         |
| ---------------- | --------------------------------------- | -------------------------------------------- |
| America del Nord | Crunchyroll                             | 28 giugno 2020 – 21 febbraio 2021            |
| America del Sud  | Crunchyroll                             | 28 giugno 2020 – 21 febbraio 2021            |
| Australia        | Crunchyroll                             | 28 giugno 2020 – 21 febbraio 2021            |
| Francia          | J-One                                   | novembre 2020 – 21 febbraio 2021 (ep. 31-45) |
| Hong Kong        | ViuTV                                   | 17 novembre 2021 – 1º marzo 2022             |
| Nuova Zelanda    | Crunchyroll                             | 28 giugno 2020 – 21 febbraio 2021            |
| Sudafrica        | Crunchyroll                             | 28 giugno 2020 – 21 febbraio 2021            |
| Taiwan           | YOYO TV                                 | 25 luglio 2020 – 12 giugno 2021              |

L'adattamento adottato a Taiwan, in cinese, rende la parola Cure con il carattere 天使S (Tiānshǐ), che significa "Angelo", nei nomi delle protagoniste, e con i caratteri 元氣魔法 ♥ 光之美少女S (Yuánqì mófǎ ♥ Guāng zhīměi shàonǚ, lett. "Magica vitalità ♥ Ragazze della Luce") il titolo della serie. Gli episodi, oltre ad essere doppiati, sono anche sottotitolati e utilizzano la prima sigla di chiusura, in mandarino, anche per l'apertura; le trasformazioni e gli attacchi sono tradotti. A Hong Kong, i nomi presentano gli stessi ideogrammi degli originali, ma cambia la pronuncia, le formule di trasformazione e gli attacchi restano invariati.
In America del Nord, America del Sud, Australia, Francia, Nuova Zelanda e Sudafrica la serie è stata resa disponibile in streaming in versione sottotitolata in lingua locale, simultaneamente alla messa in onda giapponese.